# Luigi Freddi
Luigi Freddi (Milano, 12 giugno 1895 – Sabaudia, 17 marzo 1977) è stato un giornalista e politico italiano, noto soprattutto per essere stato prima vicesegretario dei fasci italiani all'estero, e successivamente uno dei massimi responsabili della politica cinematografica italiana nella seconda metà degli anni trenta e all'inizio degli anni quaranta del novecento. È stato l'ideatore di Cinecittà.

## Biografia
Nato a Milano da Luigi Freddi e Angela Antonozzi, la sua famiglia non era particolarmente agiata, e ciò impedì al giovane Luigi di poter iscriversi all'università. A partire dal 1913 abbracciò le tesi del movimento futurista, partecipando con i suoi articoli a diversi giornali che aderivano a questa corrente. Legionario fiumano, redattore del «Popolo d'Italia» e squadrista, nel 1920 fu tra i fondatori della Avanguardia studentesca all'interno dei Fasci di combattimento, primo segretario nel 1921 dell'Avanguardia giovanile fascista e direttore della rivista «Giovinezza». Fu in seguito Capo ufficio stampa del PNF (1923-24), vicesegretario dei Fasci italiani all'estero (Fie) (1927) e vicedirettore della Mostra della Rivoluzione Fascista. 
Nel 1932 organizzò presso il Palazzo delle Esposizioni di Roma, in collaborazione con Dino Alfieri, la Mostra della Rivoluzione Fascista. Nel 1933 segue come inviato del «Popolo d'Italia» la trasvolata atlantica di Italo Balbo. Si fermò per circa due mesi in California, dove studiò la produzione cinematografica hollywoodiana. Dalle sue osservazioni nacque un'ampia relazione, che fu consegnata al Sottosegretario di Stato per la stampa e propaganda Galeazzo Ciano, il quale lo girò a Mussolini. Nella relazione, Freddi prefigurava la fondazione di una moderna scuola di cinematografia nazionale.
Nel 1934 ebbe la nomina a capo della Direzione generale della cinematografia, organismo di controllo statale sul cinema. L'anno seguente fondò a Roma il Centro sperimentale di cinematografia (CSC) conseguendo così l'obiettivo di creare l'«università del cinema». Nel 1937 decise anche la fondazione della rivista ufficiale del CSC, «Bianco e Nero», di cui assunse la direzione per i primi due anni. Il piano strategico di Freddi aveva come obiettivo una completa riforma della cinematografia nazionale. Egli puntava ad un'organizzazione di tipo americano, benché sottoposta alla volontà politica ideologica ed etica del regime fascista. Ciò comportava la fondazione di un organismo, posto sotto il rigido controllo dello Stato, in grado di assolvere autonomamente alle tre funzioni principali dell'industria cinematografica: la produzione, la distribuzione e l'esercizio.
A partire dal gennaio 1936 Freddi seguì passo per passo la costruzione della "città cinematografica" a Roma: dal luogo dove venne edificata, nella zona sud-est nota come Quadraro, al reperimento dei finanziamenti fino alla delineazione del quadro giuridico all'interno del quale avrebbe operato la società di gestione. Il 28 aprile 1937 fu inaugurata Cinecittà di cui Freddi fu il primo direttore. Dopo aver raggiunto tale posizione di preminenza, Freddi puntò a diventare il dominus della cinematografia italiana. Il suo nuovo obiettivo divenne impossessarsi dell'Istituto Luce. Freddi ingaggiò un braccio di ferro con Giacomo Paulucci di Calboli, direttore dell'organo di propaganda del regime e fedelissimo di Mussolini. 
Nel 1939 diede le dimissioni come capo della Direzione generale della cinematografia per l'insorgere di dissidi con le politiche del Ministero delle Politiche Culturali sotto la direzione di Alfieri. Tuttavia la maggior parte delle sue direttive e delle sue politiche continuarono ad essere perseguite anche successivamente. Freddi continuò la sua promozione della produzione e della cultura cinematografica italiana fondando il Cineguf, un club cinefilo universitario e collaborando ad un'altra importante rivista cinematografica del periodo fascista, Cinema, sotto la direzione editoriale di Vittorio Mussolini. Nel 1940 Freddi aumentò il suo potere, sommando la carica di presidente a quella di direttore di Cinecittà. La caduta del regime (25 luglio 1943) interruppe il suo ambizioso programma. Aderì alla Repubblica Sociale, dove tentò di organizzare una piccola industria cinematografica a Venezia.
Dopo la fine della guerra Freddi fu prosciolto dalla Sezione speciale della corte d'assise, ma venne estromesso dalle cariche istituzionali. Lavorò come giornalista alla testata Il Tempo e collaborò con Angelo Rizzoli. 
È stato compagno, poi marito di Marina Chaliapine, una delle figlie del cantante d'opera russo Fëdor Ivanovič Šaljapin.

## Filmografia
- Senza bandiera, regia di Lionello De Felice (1951) produzione e soggetto

## Opere
- Luigi Freddi, Il cinema: il governo dell'immagine, Roma,L'Arnia, 1949, riedito nel 1994 da Centro sperimentale di cinematografia e Gremese, (con ampia scheda biografica) ISBN 88-7605-816-8